# Florian J. Schweigert

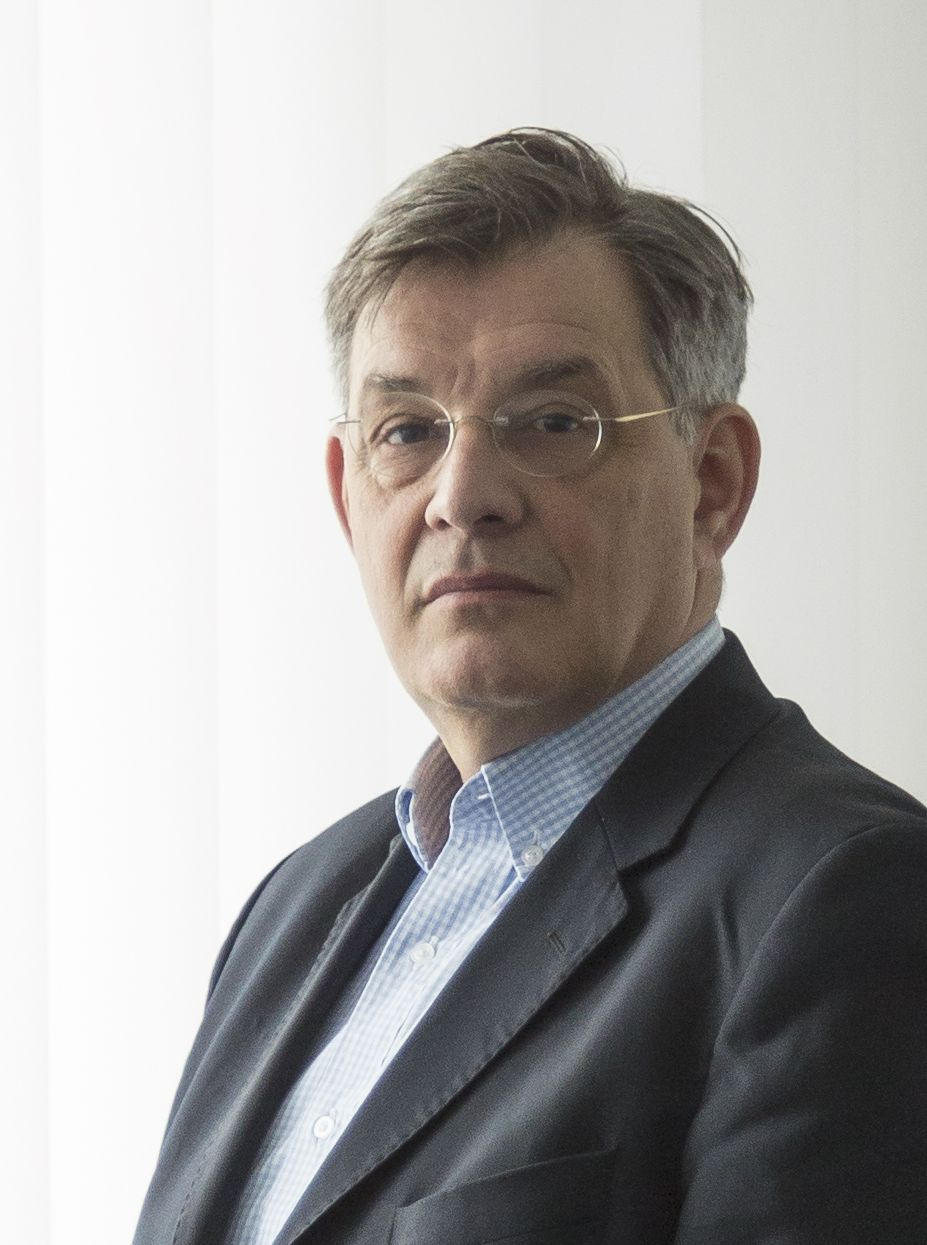
Florian J. Schweigert, 2015

Florian J. Schweigert (* 8. März 1958 in München) ist ein deutscher Ernährungswissenschaftler und Veterinärmediziner. Er ist Professor für Physiologie und Pathophysiologie der Ernährung an der Universität Potsdam.

## Leben
Schweigert studierte von 1978 bis 1983 Tiermedizin an der Ludwig-Maximilians-Universität München. Im Jahr 1984 erfolgte die Approbation als Tierarzt. Zwei Jahre später wurde er an der Ludwig-Maximilians-Universität bei Hermann Zucker promoviert. Dort hat er sich im Jahr 1990 für die Fächer Physiologie und Physiologische Chemie habilitiert. 
Von 1988 bis 1990 war er im Rahmen eines DFG-Stipendiums „Research Fellow in Medicine“ an der Harvard Medical School und Post-Doc an der Tufts University in Boston, USA. Seit 1991 ist er Fachtierarzt für Physiologie.
Von 1990 bis 1992 war er Assistent am Institut für Physiologie an der Technischen Universität in Freising-Weihenstephan.
Im Jahr 1992 erfolgte der Ruf auf die neu eingerichtete Professur für Ernährungsphysiologie (C3) der Veterinärmedizinischen Fakultät der Universität Leipzig. Im Jahr 1996 wurde er auf den neu eingerichteten Lehrstuhl für Physiologie und Pathophysiologie der Ernährung (C4) an der Universität Potsdam berufen, wo er bis heute wirkt. Ein Ruf auf den Lehrstuhl für Tierernährung an der Veterinärmedizinischen Fakultät der Universität Leipzig lehnte er ab.
Von 2016 bis 2023 war er Vizepräsident der Universität Potsdam für Internationales und Fundraising. Er initiierte 2018 die European Digital UniverCity (EDUC) als eine der ersten 17 Europäischen Hochschulallianzen und war von 2019 bis 2023 deren Vorsitzender. 
Seit 2021 ist er Vizepräsident des Konsortiums der Türkisch-Deutschen Universität (TDU) in Istanbul, Türkei und verantwortlich für die Naturwissenschaftliche Fakultät und seit 2024 Beauftragter des Präsidenten der Universität Potsdam für die TDU.
Schweigert war Präsident der Gesellschaft für angewandte Vitaminforschung (GVF) und ist unter anderem Mitglied im Beirat der Deutschen Gesellschaft für Ernährung (DGE), der Danone Stiftung für gesunde Ernährung und der Universitätsgesellschaft Potsdam. Seit 2017 ist Schweigert Jurymitglied des Voltaire-Preises.
Seit 2022 ist er Vorstandsvorsitzender der Stiftung Rotary Club Berlin.
Er ist Gründer und Geschäftsführer der Firmen BioAnalyt GmbH (seit 1999) und QuImpact gGmbH (seit 2022).
Schweigert ist verheiratet mit der Augenärztin Ute Kariger-Schweigert und Vater von vier Kindern.

## Forschungsschwerpunkte
Den Schwerpunkt der wissenschaftlichen Arbeiten bilden der Metabolismus und die Funktion fettlöslicher Vitamine bei Mensch und Tier sowie Fragen der Modulation von ernährungsrelevanten Biomarkern in Zusammenhang mit physiologischen und pathophysiologischen Vorgängen bei Mensch und Tier. Dies betrifft die Nierenfunktion sowie den Einfluss von Entzündungen, dem Krebsgeschehen und neurologischen Krankheitsbildern bei Mensch und Tier. Ein weiterer Schwerpunkt stellen die Untersuchungen zur Wechselwirkung von Nahrungsinhaltsstoffen mit Proteinen, das Gebiet Nutriproteomics, dar, mit dem Ziel, Targets im Organismus für nutritive und nicht-nutritive Nahrungsbestandteile zu identifizieren.
Der Fokus liegt auf Fragen in Zusammenhang mit dem Metabolischen Syndrom und der Bekämpfung der Mangelernährung in Entwicklungsländern. Im Zentrum der Forschung im Bereich des Metabolischem Syndroms stehen Fragen der Wechselwirkung von Nierenerkrankungen und Vitaminen. Über die Metabolit- und Proteomanalytik erfolgt die Bewertung des Einflusses post-translationaler Modifikationen auf Liganden-Transportprotein und Protein-Protein-Interaktion am Beispiel des Transportkomplexes für Vitamin A und Schilddrüsenhormon.
Für den Bereich der Bekämpfung der Mangelernährung in Entwicklungsländern liegen die Aktivitäten im Bereich der Forschung und der Kapazitätsbildung vor Ort. Beispielsweise die Bioverfügbarkeit von Mikronährstoffen aus lokalen Grundnahrungsmitteln sowie aus fortifizierten und biofortifizierten Nahrungsmitteln. Im Zusammenhang mit diesen Untersuchungen wurden analytische Verfahren entwickelt, die eine schnelle, einfache und kostengünstige Analyse von Lebensmitteln auf Mikronährstoffe und Blutproben auf ernährungsabhängige Biomarker vor-Ort erlauben. Auf Grundlage dieser patentierten analytischen Testverfahren wurde von Schweigert die Firma BioAnalyt GmbH gegründet. Diese analytische Kapazitätsbildung in Entwicklungsländern wird ergänzt durch Lehraktivitäten im Bereich der Internationalen Ernährung mit finanzieller Unterstützung vom Deutschen Akademischer Austauschdienst (DAAD) und Bundesministerium für wirtschaftliche Zusammenarbeit und Entwicklung (BMZ). Schweigert ist Initiator der Potsdam Summer School of International Nutrition.
Schweigert forscht zudem zum Thema Insekten als Lebensmittel und hat dazu 2020 ein populärwissenschaftliches Einführungswerk veröffentlicht.

## Schriften (Auswahl)
- Florian J. Schweigert: Insekten essen. Gebrauchsanweisung für ein Nahrungsmittel der Zukunft. C.H. Beck, 2020, ISBN 978-3-406-75645-0.